# Рон Рифкин
Сол М. Рифкин (енгл. Saul M. Rifkin; Њујорк, 31. октобар 1939), познатији као Рон Рифкин (енгл. Ron Rifkin), амерички је позоришни, филмски и ТВ глумац.
Најпознатији по споредним улогама у филмовима Вук (1994), Поверљиво из Л. А. (1997), Преговарач (1998), Сви наши страхови (2002), Мажестик (2001), Вилин коњиц (2002), Звезда је рођена (2018) и серијама Алијас (2001—2006), Ред и закон: Одељење за специјалне жртве (2011—2014).